# 風雨故園
《風雨故園》是香港居美導演楊紫燁首部紀錄片，由五名背景各異的平凡人拍攝生活點滴，剪輯成90分鐘的影片，折射香港人處於政權交替之際的矛盾心情。影片在全美247間公共電視台播放，先後參加歐美多項影展，並被美國多所大學和香港中文大學定為教科書和亞裔研究教材。

## 拍攝背景
《風雨故園》拍攝於香港主權移交前夕。1994年，楊紫燁與丈夫開始籌備一套反映香港年輕人心態的紀錄片，以3年時間籌措資金，1996年開拍。
楊的家人戰時從廣州走難來港，戰後適逢香港工業起飛，家人開設塑膠工廠，住在太子道一帶的大宅，入讀天主教英文學校，六七暴動時舉家震動，將兄長放洋美國，最後舉家移民，她在美國成長，多年後回流香港。影片中，楊紫燁以自身的故事，交代香港的歷史主軸，並在每段敍述中加入五位香港人的故事，反映香港時代的變遷。

## 五個故事
影片中的五名香港人，有人到了中年、自感一事無成；有醫生本來替人醫病，卻發現像輔導員；有新移民正適應香港急速和昂貴的生活，自覺飽受歧視；有澳洲港人回港尋根；也有聾啞人士希望透過畫劇，為自己發出聲音。

### 土生港人
33歲的Ed Wu是土生土長香港人，在一家唱片舖工作。狹小的房間擺滿漫畫、模型和電視劇精品，說話時總是中英夾雜，形容自己「是Hongkongese，不是Chinese，不是British，不是English」。他自覺人到中年，沒有大學學歷，對前路感到茫然，正考慮是否應放棄工作，到英國修讀藝術，日後成為動畫師，但家人擔心藝術太過冷門，沒有出路，沒有對他的志向給予支持。與家人的關係，就是這麼近，又那麼遠。Ed Wu說，總希望父親能看到自己有朝一日成為動畫師，但父親已離世。

### 醫生
Ed Wu的哥哥是另一位典型人物。他剛剛從英國修讀醫科回港，在伊利沙伯醫院找到一份醫生長工，以為工作會穩定下來，但每天要為600位病人診症，而且病人的問題往往不是疾病本身。有一位病人本來已可以出院休養，但家人堅持不肯接他回家，經過一番擾嚷，他無奈地讓病人繼續留院。

### 新移民
Qi Ke-Jia的故事跟前兩人不同。她來自南昌市，是每天過千名從大陸來港的移民之一。在南昌，一家人住在有三間房的樓房，在香港卻要與母親擠在一間小房間內，父親亦未得到簽證而要留在大陸，來港後全家只靠母親一人獨力維持。十多歲的Qi Ke-Jia只好普通話、到超市做收銀員，在餐廳做侍應，以求幫補生計。雖然生活是苦，但她母親說：「我們想有甚麼，只是希望女兒的生活更好。」
拍攝影片時，她正在福建中學就讀中五，等待中學會考放榜的日子，結果成績是3A、2B、1D，中文一科拿了D級。她像不少新移民的經歷一樣，感覺自己中文拿D是受人歧視。她說：「全香港很多人拿D,　我都不會拿D。是我太失策了，（作文時）把新移民的東西都寫進來，他們一見你是新移民，感覺就不好。」
家人為她受歧視感到氣憤，但她的中文老師說，當年會考題目是「校工」（學校雜工），她誤以為是「學生輔導員」之意，而且對作文時間掌握不足，才令成績大跌。

### 澳洲港人
新移民衝衝來港，Louise的家20年前卻決定離開香港，舉家定居澳洲。她父母總是嫌香港壓力太大，考試繁重，生怕會影響子女發展，Louise一直在澳洲長大、滿口英語、對中文不甚了了，但畢業後，她還是決定回到香港尋根，每天在香港電台英文頻道報道新聞，了解香港人想甚麼。

### 聾啞兄弟
Edward和 Edwin兩兄弟與母親住在香港公屋，雖然生活不富裕，家人關係總是融洽，但他們兄弟都是先天聾啞，有時在街上用手語溝通時，不但招來奇異目光，有些人還誤會他們存有敵意，向他們揮拳動粗。沒有聲帶發出聲音，他們正採排一套叫Crazy City的默劇，希望表達內心的世界。

## 外部連結
- 《風雨故園》介紹 （页面存档备份，存于）
- 《風雨故園》影片 （页面存档备份，存于）
- 时光网上《風雨故園》的資料（简体中文）
- 豆瓣电影上《風雨故園》的資料 （简体中文）
- AllMovie上《風雨故園》的资料（英文）
- 互联网电影数据库（IMDb）上《風雨故園》的资料（英文）